# Giórgos Kalafátis
 (août 2025).
Si vous disposez d'ouvrages ou d'articles de référence ou si vous connaissez des sites web de qualité traitant du thème abordé ici, merci de compléter l'article en donnant les références utiles à sa vérifiabilité et en les liant à la section « Notes et références ».
Giórgos Kalafátis (en grec moderne : Γιώργος Καλαφάτης), né le 17 mars 1890 à Athènes, dans le quartier d'Exárcheia, mort le 19 février 1964, était un footballeur grec, évoluant au poste d'attaquant. Il fut le fondateur du Panathinaïkos, le 3 février 1908, à l'âge de 18 ans.